# Шкурупії
Шкурупії́ — село в Україні, у Решетилівській міській громаді Полтавського району Полтавської області. До 2020 орган місцевого самоврядування — Покровська сільська рада. Населення становить 384 осіб.

## Географія
Село Шкурупії знаходиться на правому березі річки Говтва, вище за течією на відстані 3 км розташоване село Шишацьке, нижче за течією на відстані 0,5 км розташоване село Голуби, на протилежному березі — село Тутаки. Поруч проходить залізниця, станція Шкурупії.
За переказами сельчан село заснував козак на прізвище Шкурупій.
На картах Шуберта старої і нової редакції (1869 р.) значиться село Шкурупії, в якому 50 жителів.
У 1925—1946 роках в селі була Шкурупіївська сільська рада, восьмирічна школа, крамниця.
На 1960 рік село входить до Жовтневої сільської ради. Після перенесення сільського адміністративного центру до сусіднього села Жовтневе, село почало занепадати, закрили школу, почався відтік населення. Сьогодні в Шкурупіях залишаються доживати люди старшого віку, а молодь переїхала в інші (перспективні) населені пункти, зокрема в Покровське (раніше Жовтневе). Кількість населення в селі дуже скоротилась.
12 червня 2020 року, відповідно до розпорядження Кабінету Міністрів України № 721-р «Про визначення адміністративних центрів та затвердження територій територіальних громад Полтавської області», село увійшло до складу Решетилівської міської громади.
19 липня 2020 року, в результаті адміністративно — територіальної реформи та ліквідації Решетилівського району, село увійшло до складу новоутвореного Полтавського району Полтавської області.